# Orthaltica nuwaraeliyana
Orthaltica nuwaraeliyana es una especie de insecto coleóptero de la familia Chrysomelidae. Fue descrita científicamente en 2003 por Kimoto.